# جلوتونگ، پنانگ
جلوتونگ (به لاتین: Jelutong) یک منطقهٔ مسکونی در شهر جرج تاون ایالت پنانگ، مالزی است. این منطقه در جنوب رودخانه پینانگ واقع شده‌است و از اواخر قرن هجدهم، هنگامی که بازرگانان آچه و شبه‌قاره هند در حول و حوش منطقه مستقر شدند، مسکونی بوده‌است.